# Орфорд (Нью-Гемпшир)
Орфорд (англ. Orford) — місто (англ. town) в США, в окрузі Ґрафтон штату Нью-Гемпшир. Населення — 1237 осіб (2010).

## Демографія
Згідно з переписом 2010 року, у місті мешкало 1237 осіб у 535 домогосподарствах у складі 346 родин. Було 656 помешкань
Расовий склад населення:
| - 97,2 % — білих - 0,7 % — азіатів - 0,4 % — чорних або афроамериканців |

До двох чи більше рас належало 1,6 %. Частка іспаномовних становила 0,6 % від усіх жителів.
За віковим діапазоном населення розподілялося таким чином: 20,8 % — особи молодші 18 років, 63,2 % — особи у віці 18—64 років, 16,0 % — особи у віці 65 років та старші. Медіана віку мешканця становила 45,0 року. На 100 осіб жіночої статі у місті припадало 94,8 чоловіків;  на 100 жінок у віці від 18 років та старших — 93,3 чоловіків також старших 18 років.
Середній дохід на одне домашнє господарство  становив 115 063 долари США (медіана — 81 250), а середній дохід на одну сім'ю — 115 579 доларів (медіана — 93 750). Медіана доходів становила 78 333 долари для чоловіків та 48 333 долари для жінок. За межею бідності перебувало 8,5 % осіб, у тому числі 17,0 % дітей у віці до 18 років та 2,0 % осіб у віці 65 років та старших.
Цивільне працевлаштоване населення становило 854 особи. Основні галузі зайнятості: освіта, охорона здоров'я та соціальна допомога — 30,2 %, сільське господарство, лісництво, риболовля — 23,4 %, науковці, спеціалісти, менеджери — 12,2 %, роздрібна торгівля — 8,4 %.